# 서남원
서남원(徐南源, 1967년 2월 1일~)은 대한민국의 배구 선수, 지도자이다. 현역 시절 포지션은 레프트로 LG화재 배구단 소속으로 뛰었다. 국제 대회에서는 대한민국 국가대표 선수로 활동하여 아시아 선수권 대회에서 금메달 1개와 동메달 1개를 획득하였다.
현역 은퇴 후에는 지도자의 길을 걸으며 V-리그 여자부 팀인 도로공사와 인삼공사, 기업은행 배구단의 감독을 맡았으며, 기업은행 감독 시절에 팀 내의 파벌 문제에 휘말려 경질당했다.

## 어린 시절과 경력
충청북도 괴산군 문광면 출신이다. 충남상업고등학교와 서울시립대학교를 졸업했다. 서울시립대에 재학했기 때문에 해당 대학 학생으로 구성된 서울시청 배구단에서 활동했다. 이후 1990년 금성사 배구단에 입단하여 1996년까지 뛰었다.

## 국가대표팀 경력
1985년 대한민국 주니어 국가대표로 발탁되어 9월에 이탈리아에서 열린 1985년 세계 주니어 선수권 대회에 참가하여 4위에 올랐다. 이듬해인 1986년 2월 대한민국 국가대표 2진에 발탁되어 4월에 그리스 아테네에서 열린 1986년 세계 B 선수권 대회에 참가했다. 7월에는 대한민국 주니어 국가대표로 발탁되어 그 해 10월 태국 방콕에서 열린 1996년 아시아 주니어 선수권 대회에서 우승을 차지했다. 
1987년 8월 바레인 마나마에서 열린 1987년 세계 주니어 선수권 대회에 참가하여 우승을 차지했다. 같은 해 9월에 성인 국가대표팀에 발탁되었고 10월 쿠웨이트에서 열린 1987년 아시아 선수권 대회에 참가하여 쿠웨이트 대표팀을 꺾고 동메달을 획득했다. 이후 1989년 5월에 다시 국가대표로 뽑혔고 6월에 미국 시애틀에서 열린 USA컵 배구 대회를 통해 국제 대회에 복귀했다. 9월에는 서울에서 열린 1989년 아시아 선수권 대회에 참가하여 일본 대표팀을 꺾고 대표팀의 우승에 기여했다. 11월에는 일본에서 열린 1989년 배구 월드컵에 참가하여 7위에 올랐다.
이후 1991년에 다시 대표팀에 승선했으며 5월부터 7월까지 열린 1991년 월드리그에서 8위에 올랐다. 8월에는 오스트레일리아 퍼스에서 열린 1989년 아시아 선수권 대회에 참가하여 일본의 뒤를 이어 준우승에 올랐다. 같은 해 11월에는 일본에서 열린 1991년 배구 월드컵에서 5위에 올랐다.

## 지도자 경력
2013년부터 2015년까지 한국도로공사의 감독이였으며, 2016년부터는 이성희의 후임으로 대전 KGC인삼공사의 새 감독으로 선임되었다. 2017-18 시즌 종료 후, KGC인삼공사와 재계약이 확정되었다. 2019년까지 인삼공사의 감독을 맡다가 자진 사퇴했고 2021년에 기업은행 배구단 감독으로 부임하면서 복귀했다.
부임 7개월 만인 2021년 11월 기업은행 내 파벌 문제로 인한 선수 조송화와 코치 김사니의 무단 이탈 사건이 발생하면서 경질되었다. 이후 대한배구협회 경기력향상위원회 위원으로 일하고 있다.